# Majoros Júlia
Majoros Júlia  (Budapest, 1941. május 6. –) magyar színésznő.

## Életpályája
Színészi oklevelét Rózsahegyi Kálmán Színészképző Iskolájában kapta meg 1961-ben. Pályáját az egri Gárdonyi Géza Színházban kezdte. 1963-tól az Irodalmi Színpadon lépett fel. 1966-tól egy évadra a Thália Színpadhoz szerződött. 1967-től az Állami Déryné Színház tagja volt. 1973-tól a Pódium Színpadon lépett fel. 1986-tól a Veszprémi Petőfi Színház tagja volt, 1989-től szabadfoglalkozású színművésznőként szerepelt.

## Színházi szerepeiből
- William Shakespeare: Sok hűhó semmiért... Ursula
- Petőfi Sándor: Az apostol... Kórus
- Krúdy Gyula – Kapás Dezső: A vörös postakocsi... Francia kisasszony
- Móricz Zsigmond: Égi madár... Panni
- Tersánszky Józsi Jenő: Kakuk Marci... Méltóságos asszony
- Örkény István: Forgatókönyv... Pereceslány
- Fejes Endre: Mocorgó... Utcalány
- Babay József: Három szegény szabólegény... Bagariácska, Csizmadia leánya
- Ábrahám Pál: Bál a Savoyban... Lilly
- B. Dávid Teréz: Dódi... Katka
- Hans Pfeiffer: A lampionok ünnepe... Shida

## Filmek, tv
- Manon Lescaut